# Zwölfmalgreien
Zwölfmalgreien (italienisch Dodiciville, bzw. historisch Le Malgreien) war eine ehemals selbständige Landgemeinde, die sich zum Jahresbeginn 1911 freiwillig in die Stadtgemeinde Bozen, heute die Hauptstadt Südtirols in Italien, eingliedern ließ. Sie hatte 1910 etwa 9.500 Einwohner. Zwölfmalgreien existiert immer noch als Katastralgemeinde, deren Umfang der alten Landgemeinde entspricht und heute wesentliche Teile des Stadtviertels Zentrum-Bozner Boden-Rentsch und das gesamte Stadtviertel Oberau-Haslach einschließt. Die Gemeinde bestand aus zwölf Weilern, den sogenannten Malgreien (vom mittelalterlichen lateinischen „mallareium“: ein Grundstück, das feudalen Rechten unterliegt), die allesamt landwirtschaftlich geprägt waren und teilweise bis heute Zentren der Bozner Weinwirtschaft darstellen.

## Geschichte und Gliederung

### Namens- und Verwaltungsgeschichte
Die Bezeichnung Malgrei im Umfeld Bozens ist schon seit dem 15. Jahrhundert urkundlich bezeugt – um 1470 als „Malgreyen der pharren Potzen aussthalben der stat“ („Malgreien der Pfarre Bozen außerhalb des inneren Stadtgebiets“) und 1486 als „Zwelff Malgreyen“ – und war administrativ Teil des landesfürstlich-tirolischen Landgerichts Gries-Bozen, dessen Gerichtsvorstände von den Habsburgern ernannt wurden. Die Gemeinde Zwölfmalgreien entstand 1849, gleichzeitig mit den Gemeinden Leifers und Gries, infolge der Aufteilung des alten Magistratsbezirks Bozen. Im November 1910 genehmigte der Tiroler Landtag die zuvor von den beiden Gemeindevertretungen beschlossene Vereinigung der Landgemeinde Zwölfmalgreien mit der Stadt Bozen, die somit zum Jahresbeginn 1911 wirksam wurde.

### Gemeindevorsteher
(Quelle: )
- Ferdinand von Giovanelli (1849–1861)
- Franz Pfeifer (1861–1870)
- Sebastian Wenter (1870–1877)
- Anton Egger (1877–1893)
- Anton Zelger (1893–1896)
- Josef Freiherr von Giovanelli (1896–1901)
- Dr. Franz von Hepperger (1901–1910)

### Die Malgrei Zollstange
Das ehemalige Rathaus stand in der Malgrei Zollstange (⊙), die direkt östlich an das damalige Bozen bzw. die heutige Altstadt Bozens angrenzt. Die Malgrei Zollstange, bereits im Jahr 1310 als „Zolstang“ urkundlich bezeugt, wird daher heute auch selbst gelegentlich als Zwölfmalgreien bezeichnet. An den alten Namen erinnert der Platz Zollstange (umgangssprachlich meist Zwölfmalgreiner Platz, italienisch Piazza Dogana), an dem früher die Gemeindestube stand. Außerdem befindet sich dort mit der Löwengrube eines der ältesten bestehenden Gasthäuser der Stadt. Gegenüber der Löwengrube, in der ehemaligen Zollgasse (heute Andreas-Hofer-Straße), befand sich das Zollgebäude für alle Handelstreibenden, die vom Eisacktal kommend nach Bozen zogen.
Anlässlich der Fusion von Zwölfmalgreien mit Bozen erhielt die Zollstange eine direkte städtebauliche Verbindung zur Bozner Altstadt: Im Amonn-Haus wurde mit dem Zwölfmalgreiener Tor eine Passage durchgebrochen (heute Dr.-Julius-Perathoner-Passage), die von der Zollstange kommend einen geradlinigen Zugang zum Dreifaltigkeitsplatz (heute Rathausplatz) vermittelte.
Heute befinden sich in Zollstange/Zwölfmalgreien, nun Teil des städtischen Kerngebiets, zahlreiche wichtige Einrichtungen. Dazu gehören das Landtagsgebäude, mehrere Landesämter, der Bahnhof Bozen, die Talstation der Rittner Seilbahn – die hier seit 1966 die Rittner Bahn ersetzt, die Parteizentrale der Südtiroler Volkspartei und der Bozner Sitz der Alperia, sowie die Sitze des Raiffeisenverbands Südtirol und der Raiffeisenkasse Bozen.

### Die übrigen elf Malgreien

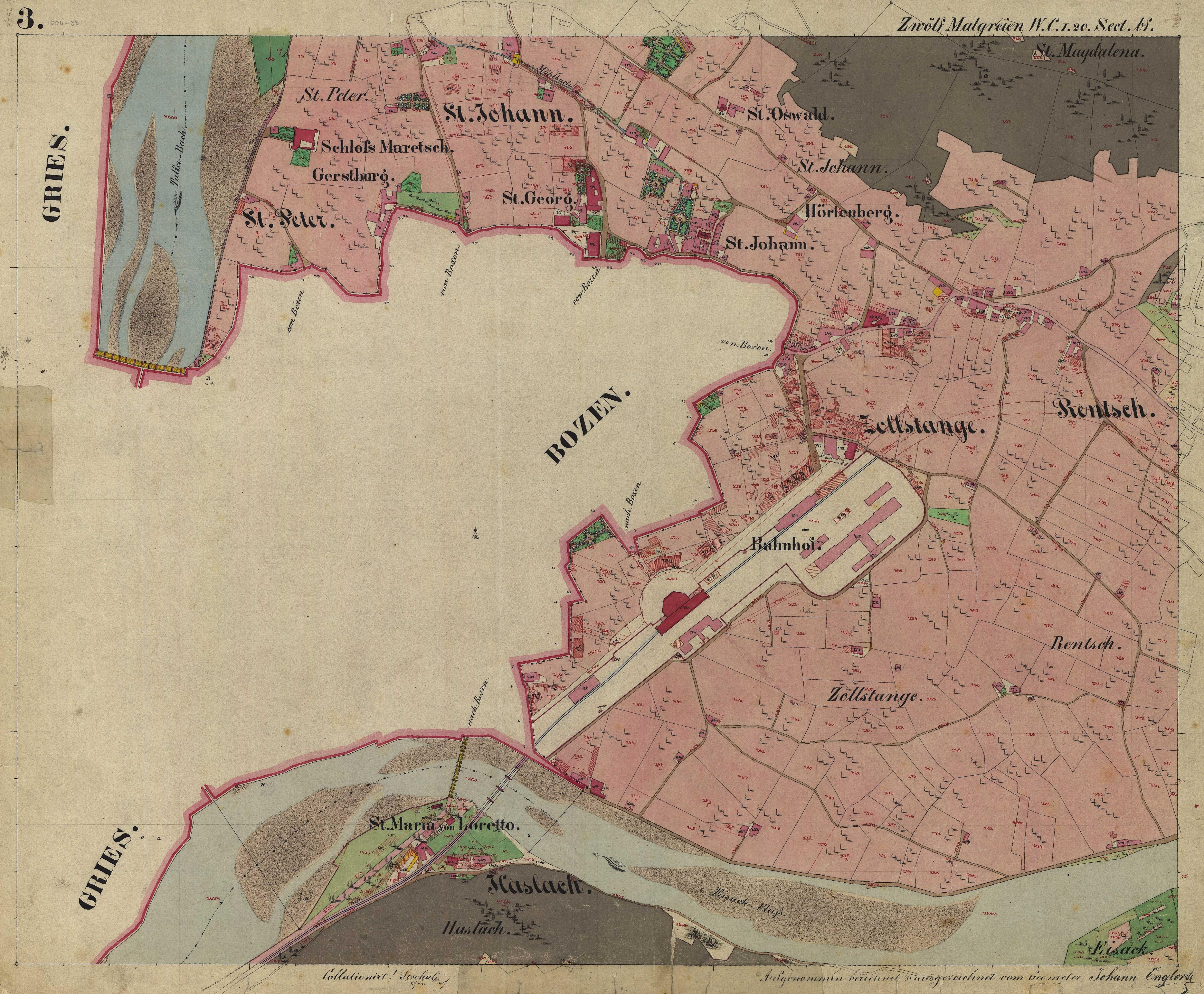
Franziszeischer Kataster Zwölfmalgreiens von 1858

Die übrigen elf Malgreien befinden sich verstreut nördlich, östlich und südlich der Bozner Altstadt. Im Zuge des enormen Wachstums der Stadt Bozen im 20. Jahrhundert gingen einige von ihnen im unmittelbaren städtischen Siedlungskern auf und sind überhaupt nicht mehr als ehemals ländliche Siedlungen erkennbar (vor allem St. Johann, Haslach und Oberau). Die folgende Darstellung orientiert sich an Richard Stafflers Die Hofnamen von Zwölfmalgreien und Leifers (siehe Literatur).
- St. Peter (⊙): Heute wird unter St. Peter nur noch der Weiler verstanden, der erhöht über dem linken Ufer der Talfer im Norden von Bozen am Ausgang des Sarntals liegt, rund um die Kirche St. Peter auf Karnol bis hinauf zum Peterploner. Die historische Malgrei ist aber wesentlich weitläufiger und umfasst auch St. Anton sowie im Dorf bzw. Bozen-Dorf genannte Gebiete flussabwärts in der flachen Talsohle bis hinunter zu den Toren der Altstadt von Bozen, also grob die Gegend rund um die Selig-Heinrich-Straße sowie zwischen Runkelsteiner Straße und Talfer. Somit beherbergt St. Peter einige bekannte Bozner Bauwerke wie Maretsch, Gerstburg, Lindenburg, Oberpayrsberg, Compil, Klebenstein und Rendelstein.
- St. Johann (⊙): Die alte Malgrei St. Johann mit der Kirche St. Johann im Dorf, also in Teilen ebenfalls im Dorf bzw. Bozen-Dorf genannt, liegt fast unmittelbar nordöstlich an die historische Altstadt Bozens anschließend und umfasst in etwa die Gegend zwischen der Runkelsteiner Straße im Westen und dem Ansitz Hörtenberg im Osten. Zu weiteren bekannten Bauwerken in St. Johann gehören beispielsweise Unterpayrsberg, die Villa Defregger, die Landkommende Weggenstein mit der Deutschhauskirche und St. Oswald.
- Rentsch (⊙): Das Zentrum der alten Malgrei ist das immer noch ländlich anmutende Dorf um die St.-Lorenz-Kirche und das Lamplhaus (Sitz des Bozner Schulmuseums), das sich am Rittner Hangfuß zwischen der Zollstange im Westen und dem Rivelaunbach im Osten erstreckt, und heute eine Randlage des städtischen Siedlungskerns einnimmt. Zu Rentsch wurde historisch auch der Bozner Boden gerechnet, also die unterhalb in der Talsohle gelegenen Flächen bis zum Eisack, die heute in erster Linie durch Gewerbegebiete verbaut sind.
- St. Magdalena (⊙): Das Weindorf mit der Kirche St. Magdalena in Prazöll nimmt einen dem Rittner Berg vorgelagerten Hügel und die steilen umliegenden Hänge oberhalb von Rentsch ein. Berühmt ist die Gegend als Heimat des St.-Magdalener-Weins.
- St. Justina (⊙): Der kleine Weiler mit der Kirche St. Justina in Prazöll und einige umliegende Höfe, von Rentsch und St. Magdalena im Westen durch den Rivelaunbach getrennt, befinden sich am unteren Abhang des Rittner Bergs am Übergang vom Eisacktal in den Bozner Talkessel. Ein bekanntes Bauwerk der von Weinbergen geprägten Gegend ist der Ansitz Waldgries.
- Leitach (⊙): Die verstreuten Höfe der früher auch St. Georg(en) genannte Malgrei mit dem Kirchlein St. Georg in Wangg liegen am Ausgang des Eisacktals im äußersten Nordosten des heutigen Gemeindegebiets von Bozen, wo sie weinwirtschaftlich genutzte Hanglagen des Rittner Bergs einnehmen. Das Ortsbild von Leitach wird heute vom Wasserkraftwerk Kardaun (benannt nach dem Dorf Kardaun auf der gegenüberliegenden Seite des Eisack) bestimmt.
- Kampill (⊙): Kampill nimmt am linken Ufer des Eisack zwischen Kardaun und dem Virgl einen schmalen Gebietsstreifen ein, der heute weitgehend von der Brennerstaatsstraße und Brennerautobahn besetzt wird, jedoch mit der dazwischen eingezwängten Kirche St. Martin in Kampill ein aufs 12. Jahrhundert zurückgehendes Gebäude aufweist. Das in älterer Literatur anstelle der Malgrei Kampill genannte Viertel Eisack war großräumiger und umfasste zusätzlich den Virgl, Haslach und auch das später nicht zur Gemeinde Zwölfmalgreien gehörende Gebiet auf der gegenüberliegenden Flussseite südlich der Bozner Altstadt.
- Kampenn (⊙): Die Malgrei weist keinen echten Ortskern auf, das Kirchlein St. Joachim und Anna und die Burg Kampenn sind aber als zentrale Bauwerke ansprechbar. Die verstreuten Höfe ziehen sich oberhalb von Kampill über die nordwärts abfallenden Hänge des Regglbergs bzw. Kohlerer Bergs bis auf 1200 m hoch. Um den höchstgelegenen Ortsteil Kohlern besser anzubinden, entstand 1908 die älteste Schwebe-Seilbahn Mitteleuropas, die Kohlerer Bahn.
- Virgl (⊙): Die dem Kohlerer Berg vorgelagerte, sich in den Bozner Talkessel vorschiebende Felskuppe bietet nur sehr wenigen Häusern Platz, weist dafür aber mit den Überresten von Burg Weineck, der St.-Vigil-Kapelle und der Heiliggrabkirche mehrere stadtgeschichtlich bedeutsame Bauwerke auf.
- Haslach (⊙): Das Ortsbild des dicht besiedelten Viertels südlich des Virgls wird heute von markanten modernen Wohngebäuden des Architekten Othmar Barth geprägt. Zu den wenigen historischen Bauten Haslachs, die die Zeiten überdauert haben, gehören die St.-Gertraud-Kapelle und die erhöht gelegene, weithin sichtbare Haselburg.
- Oberau (⊙): Das heute insbesondere für den städtischen Friedhof bekannte Oberau folgt südlich auf  Haslach, mit dem es aber praktisch zusammengewachsen ist, und findet im Bereich der Claudia-Augusta-Straße sein Zentrum. Der einst landwirtschaftlich geprägte Ortsteil Grutzen jenseits der Brennerbahntrasse wurde weitgehend zum Bozner Industriegebiet verbaut. Die südlichste Wohnsiedlung auf dem Gebiet der alten Malgrei unterhalb des Pfarrhofs wird heute der unmittelbar anschließenden Ortschaft St. Jakob-Unterau zugerechnet.

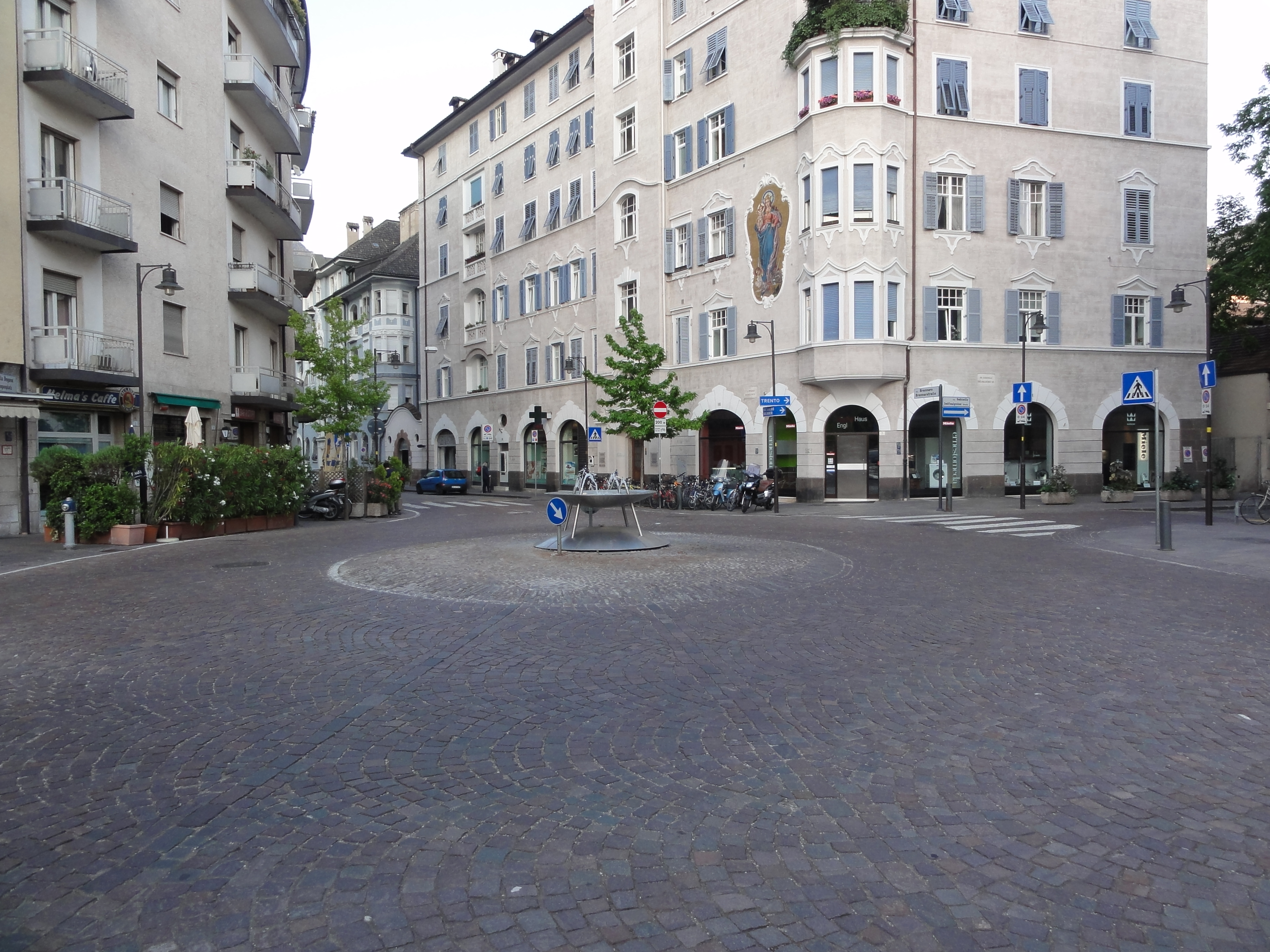
Der Platz Zollstange
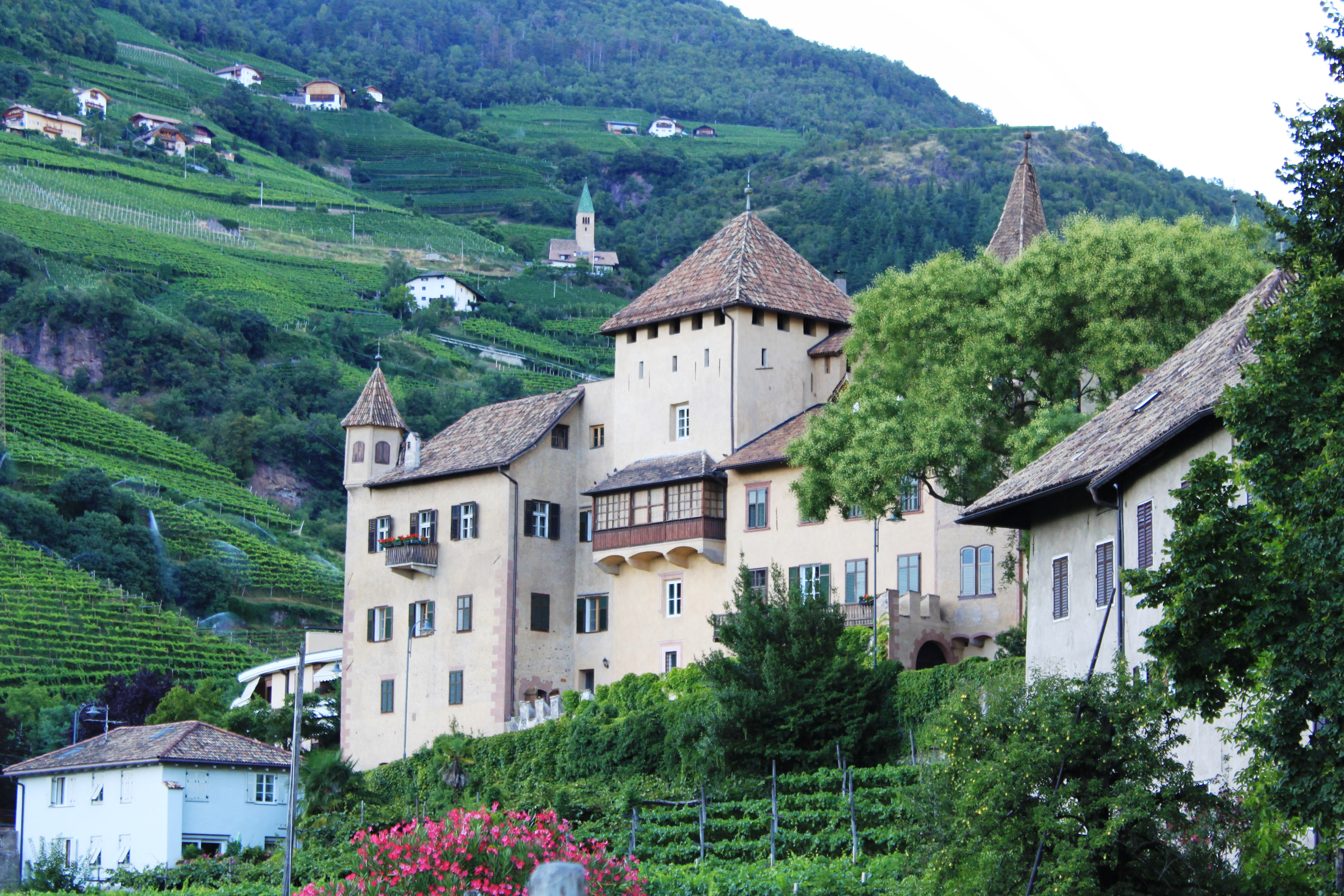
Klebenstein in St. Peter
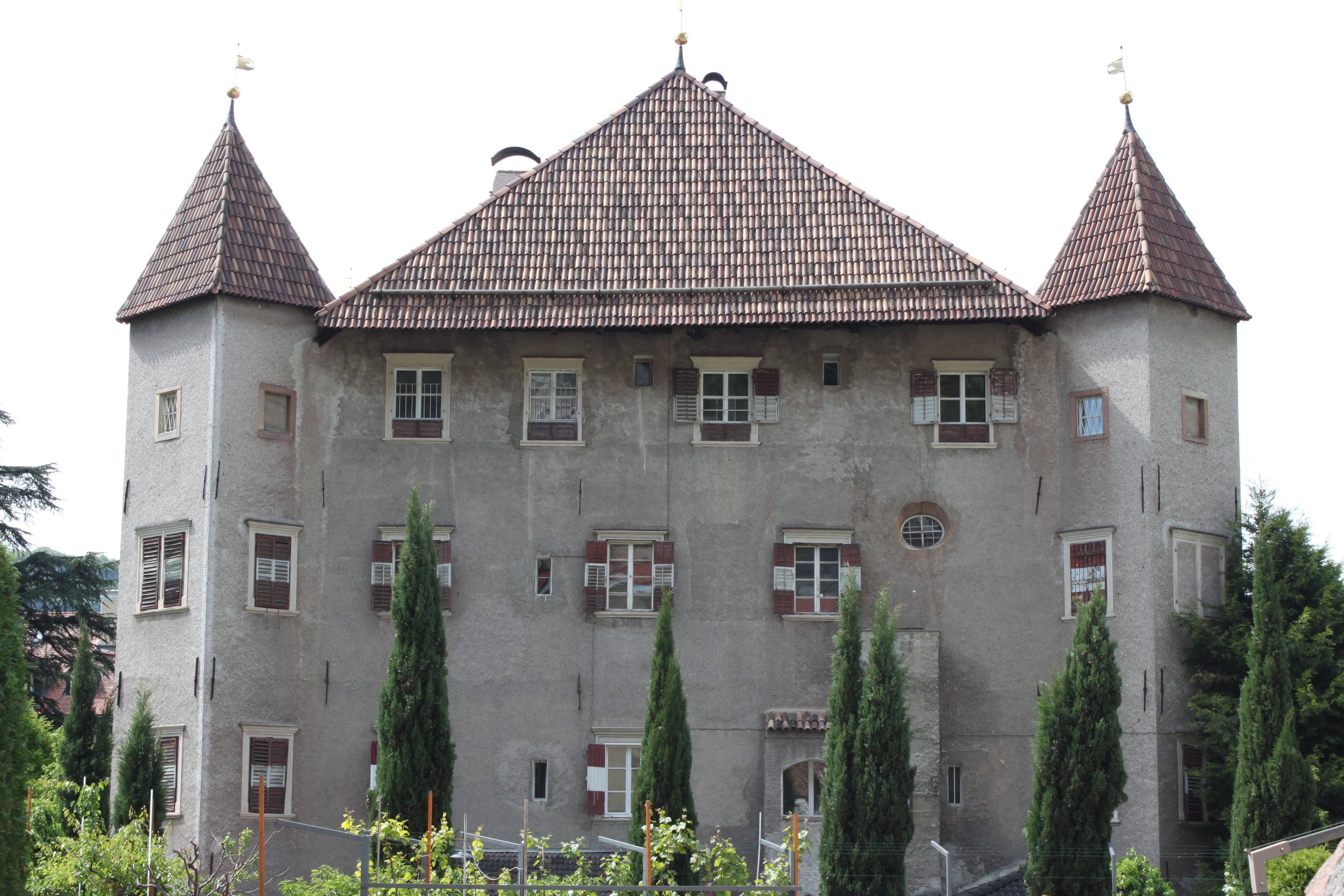
Hörtenberg in St. Johann
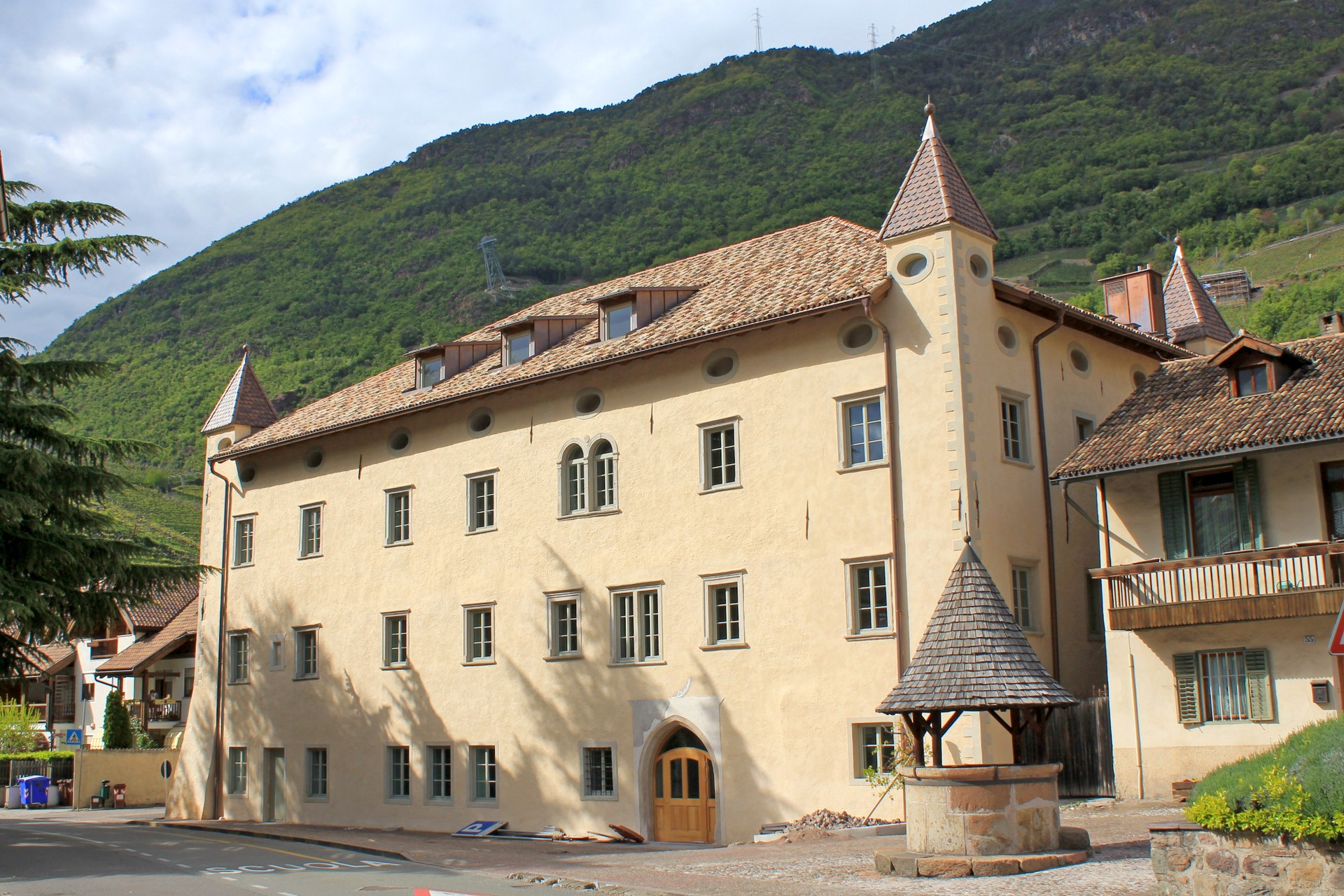
Lamplhaus in Rentsch
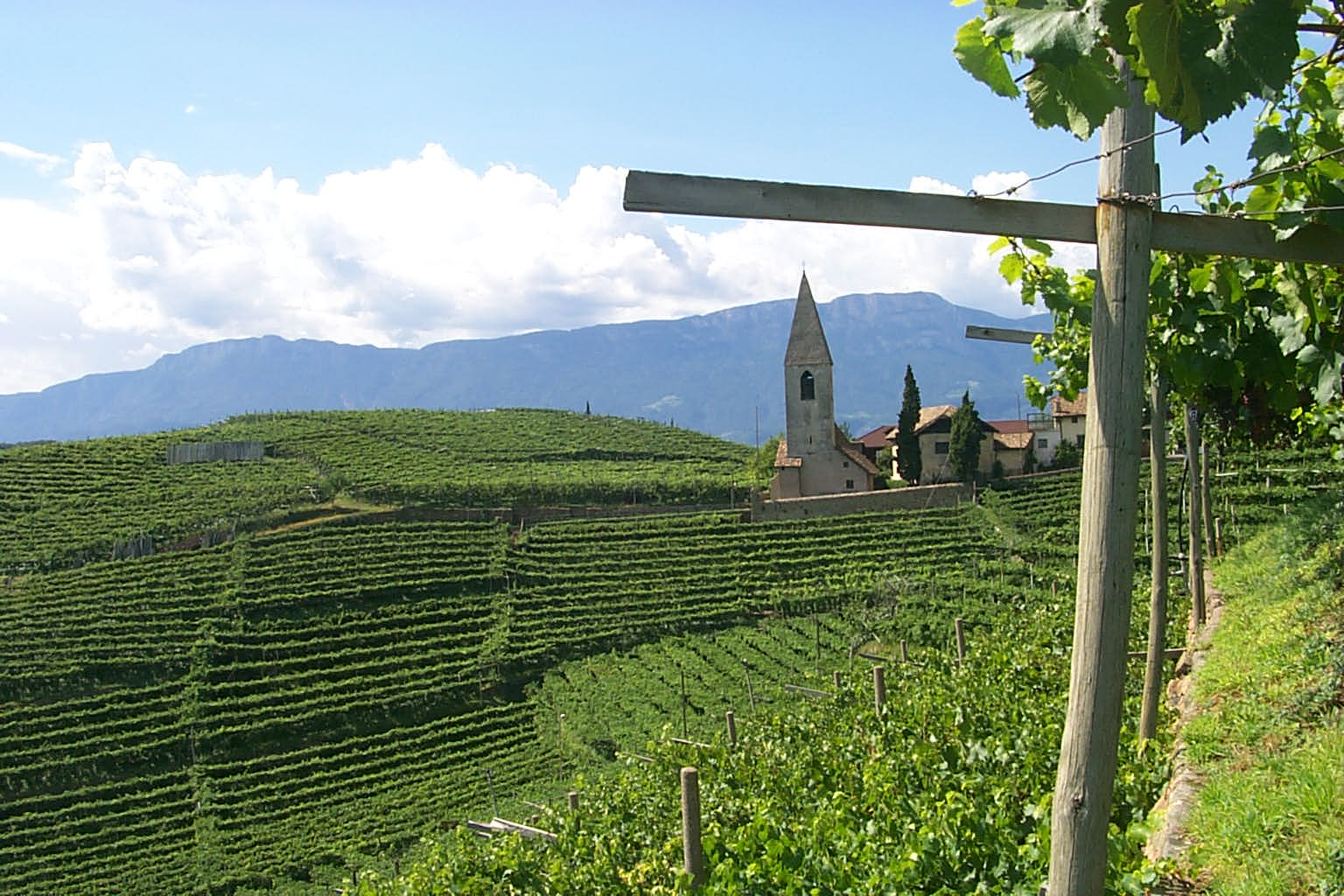
Blick auf St. Magdalena
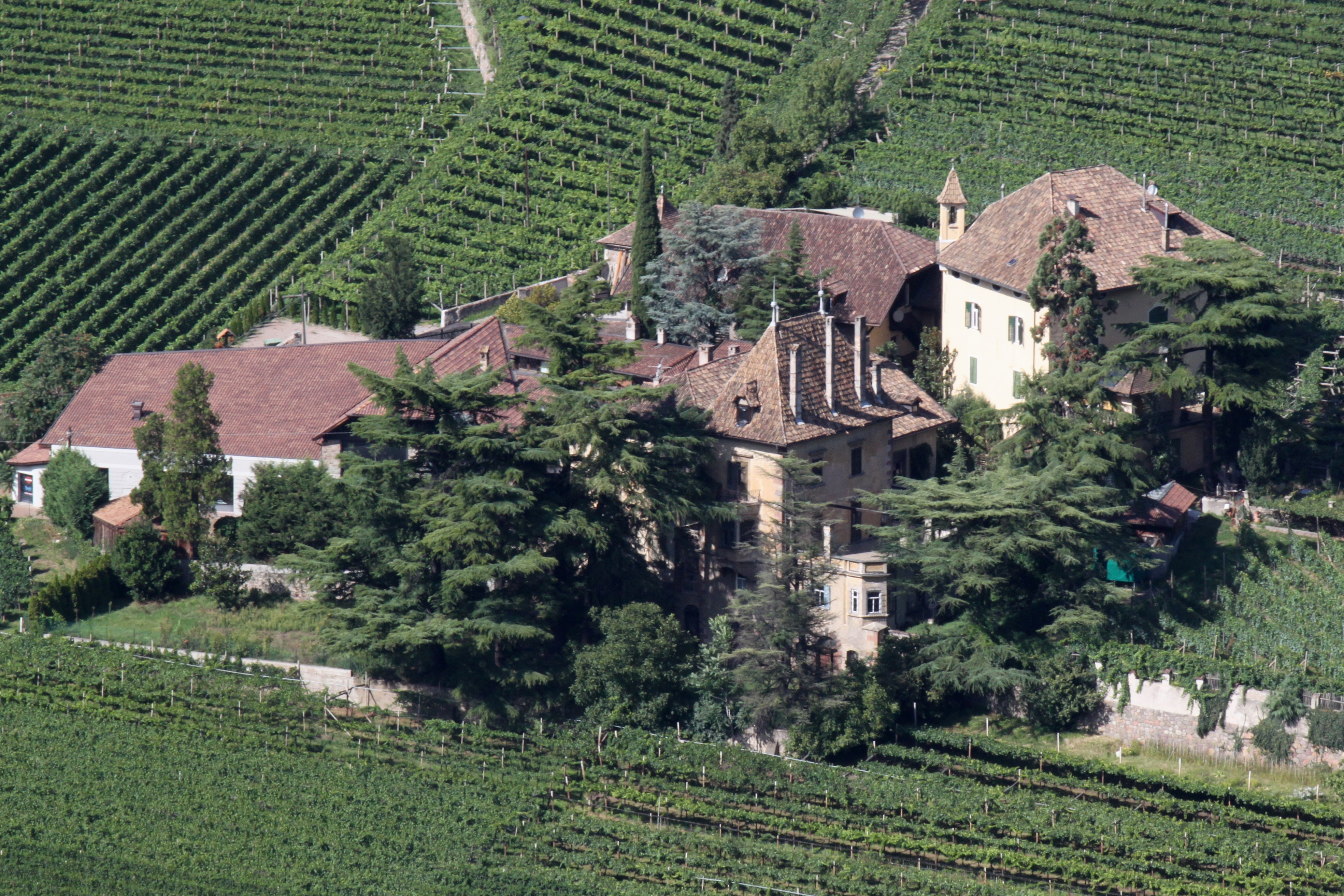
Grünwald und Waldgries in St. Justina
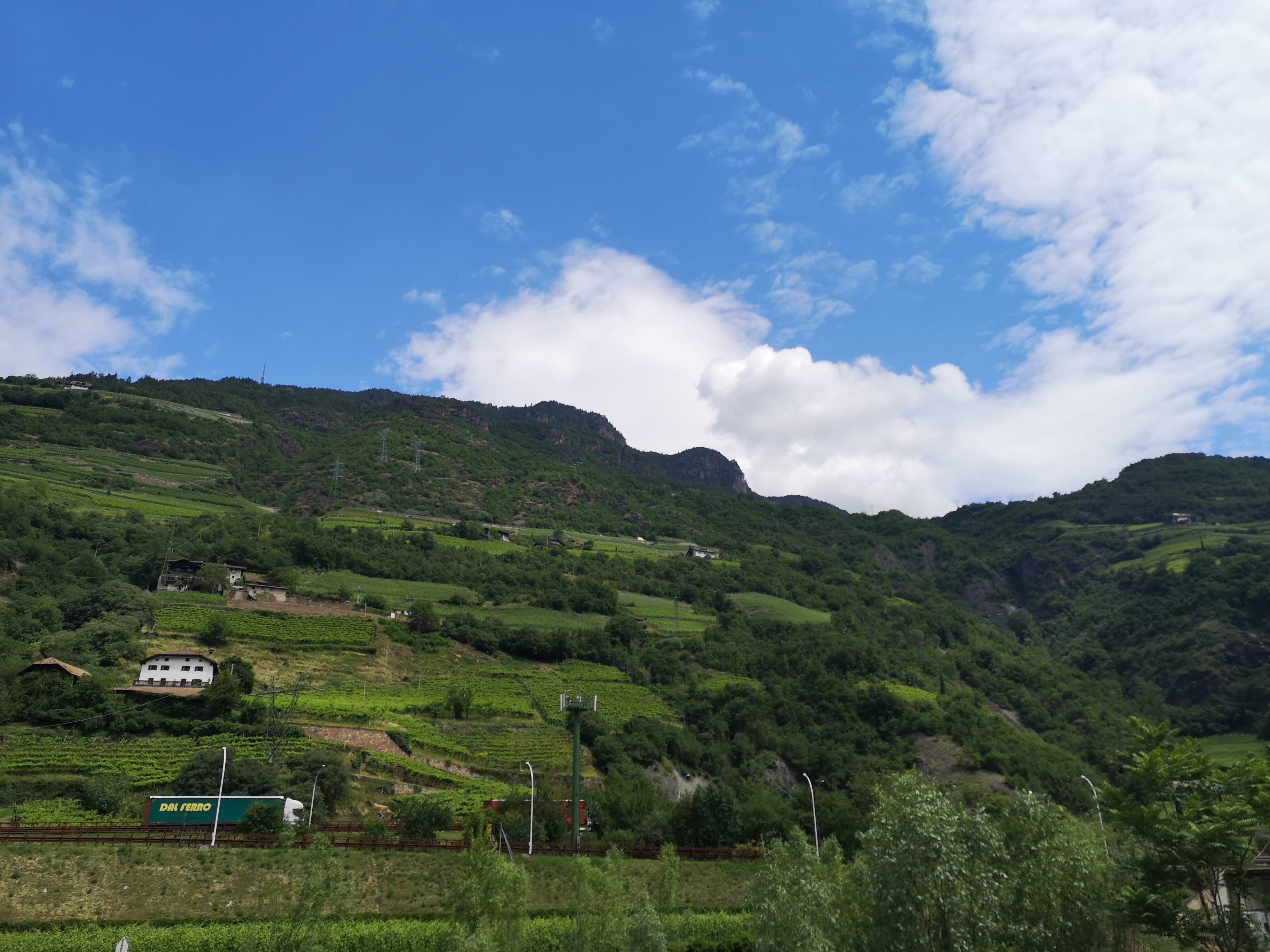
Blick auf Leitach
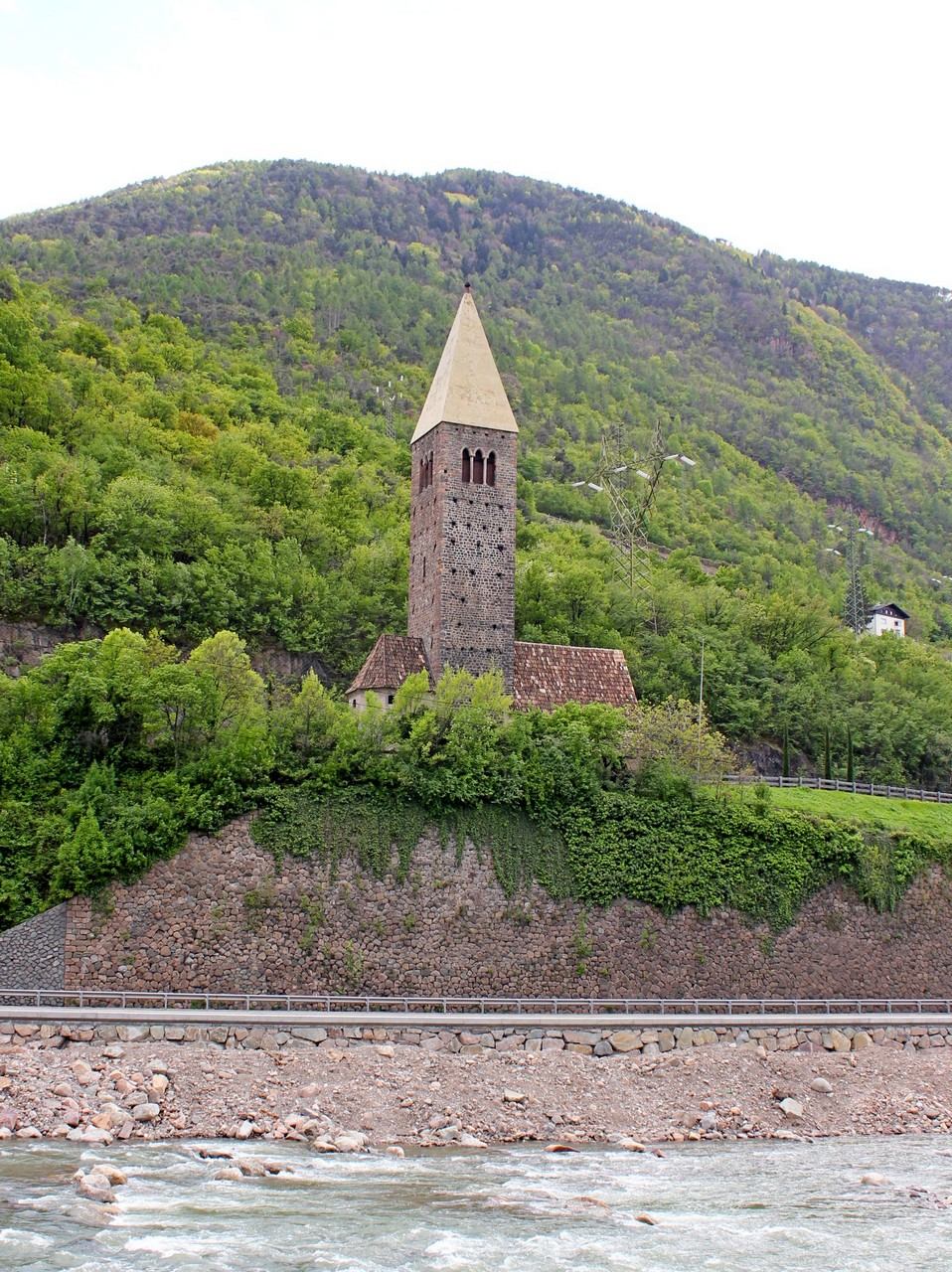
St. Martin in Kampill
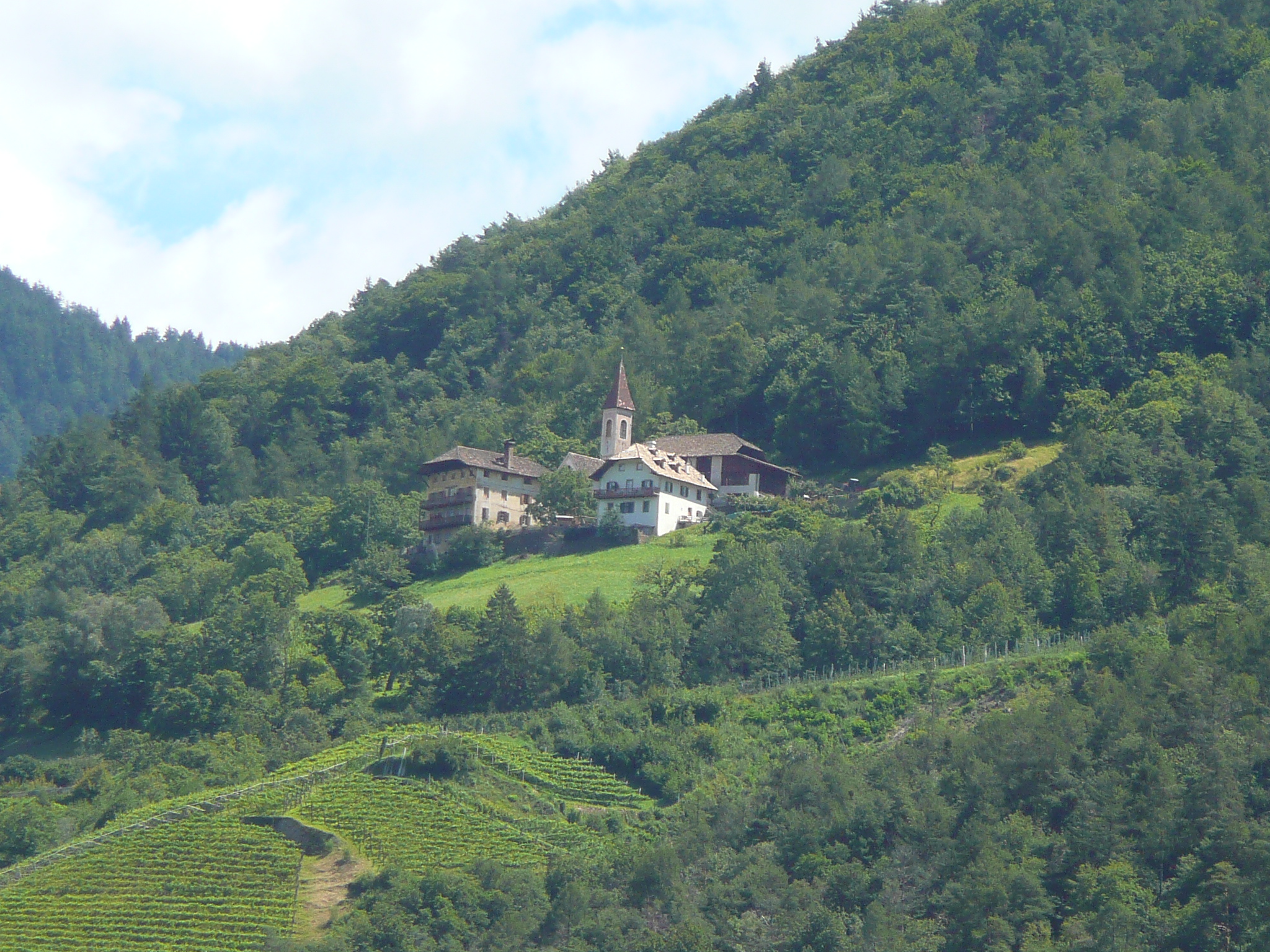
Blick auf Kampenn
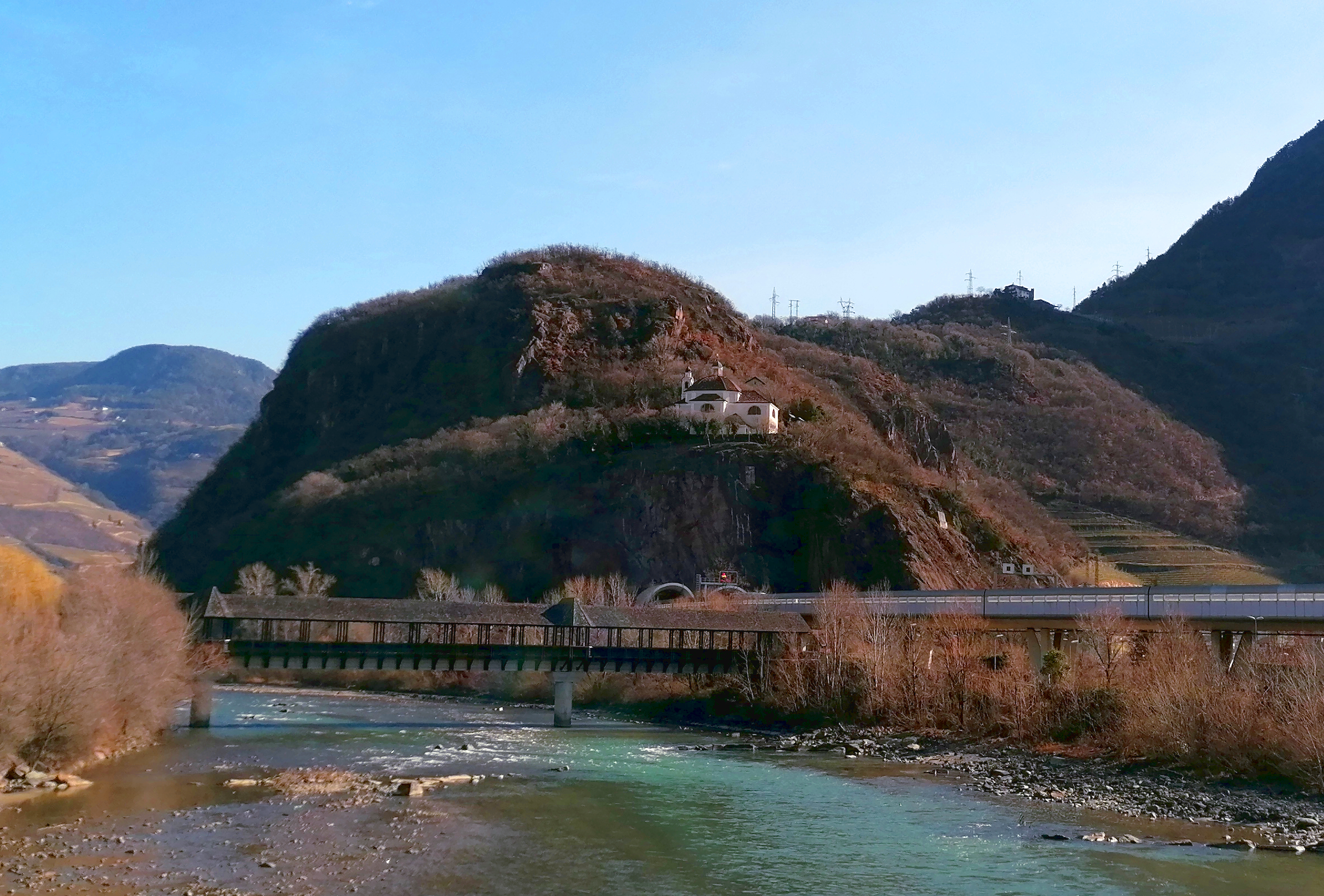
Blick auf den Virgl
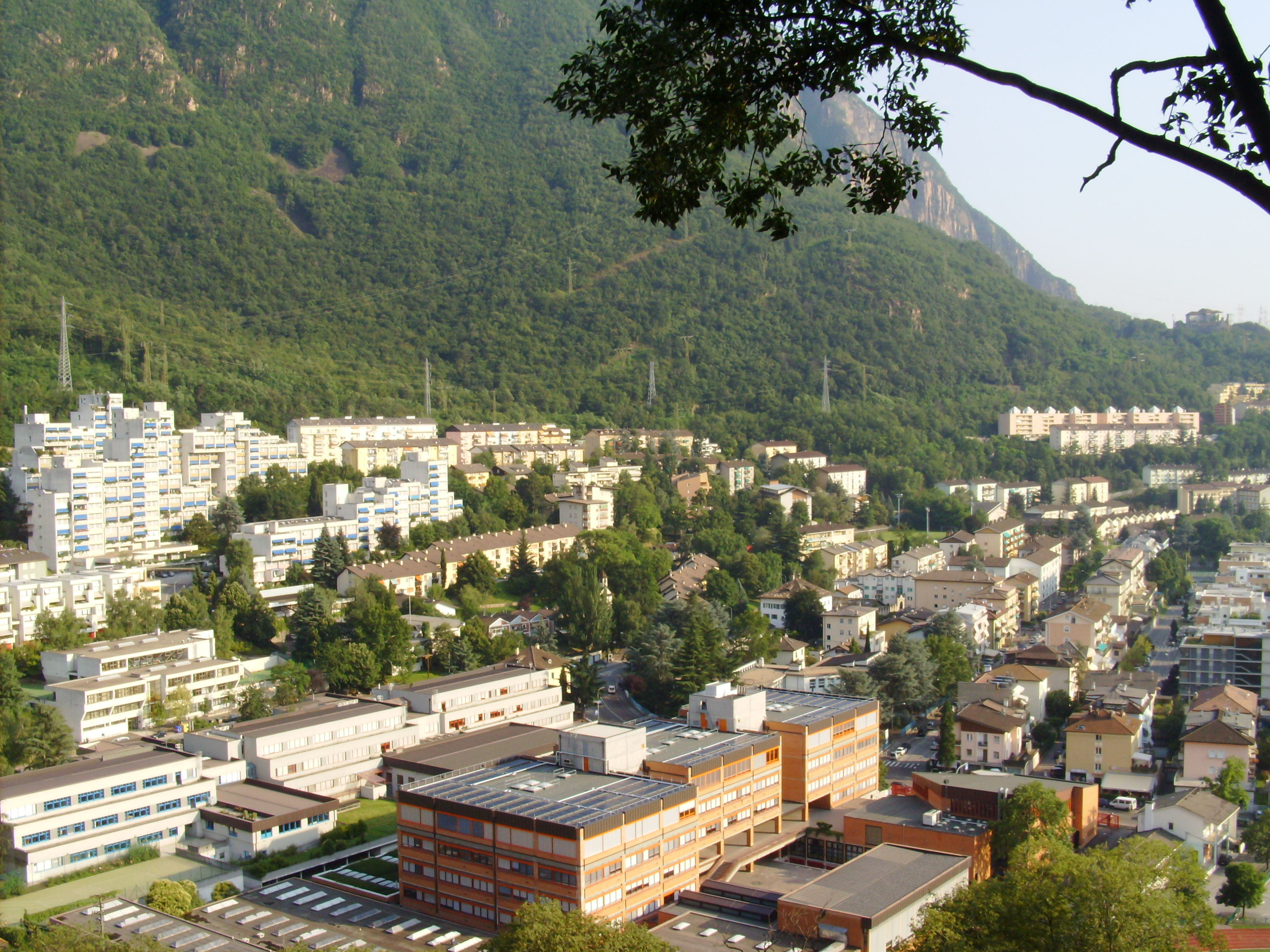
Blick über Haslach
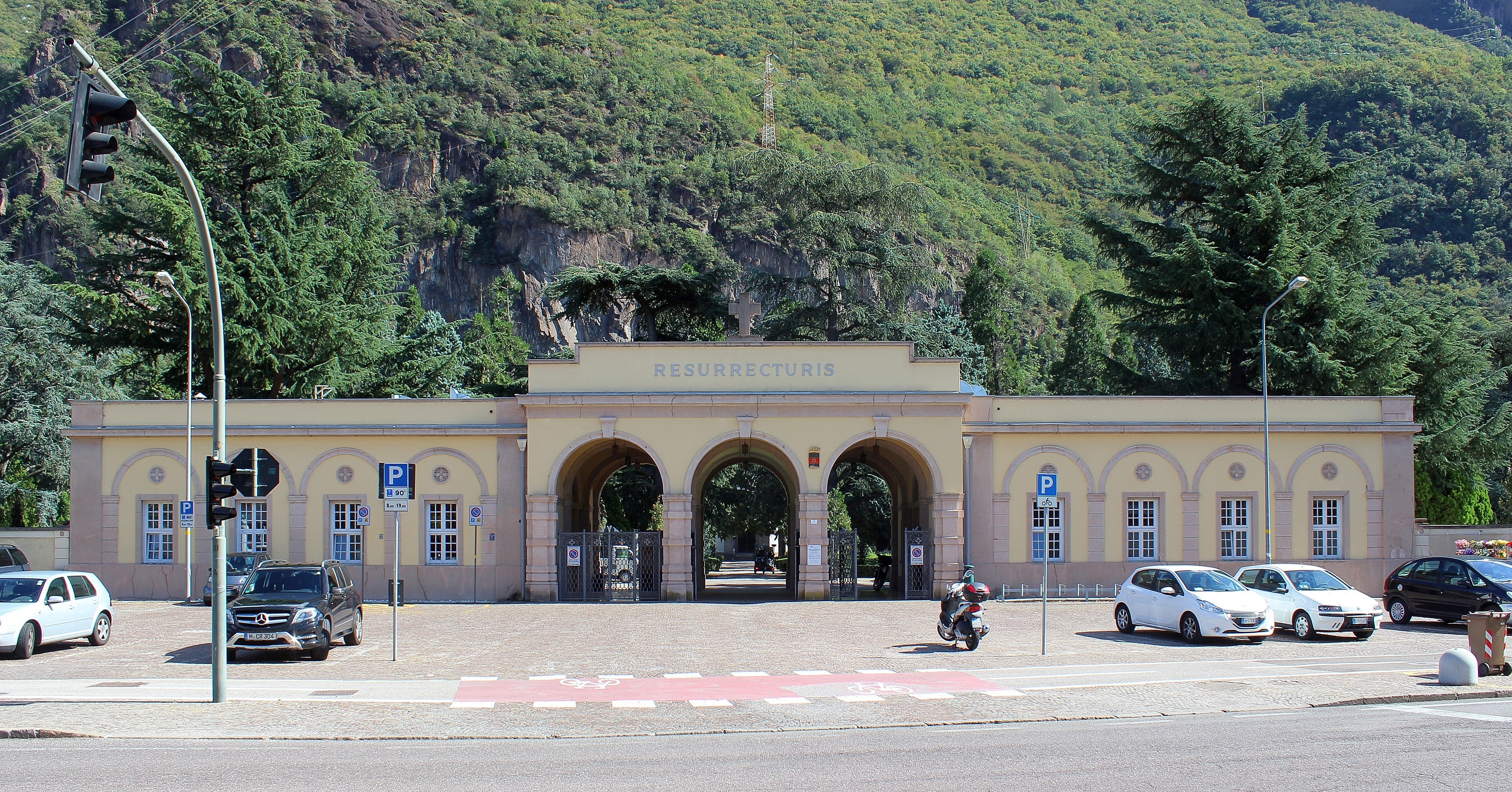
Friedhof in Oberau

## Vereine
Seit 1920 besteht die Musikkapelle Zwölfmalgreien; ihr Zunftzeichen, eine kunstvoll gestaltete Tragestange, wurde 1921 von Franz Ehrenhöfer geschaffen.

## Persönlichkeiten
- Emanuel Stöckler (1819–1893), österreichischer Maler, in Zwölfmalgreien verstorben
- Hermann Roesler (1834–1894), deutscher Nationalökonom, wohnte ab 1893 in Bozen-Dorf (Ansitz Compil)
- Ludwig von Comini (1814–1869), österreichischer Adeliger und Gutsherr, lebte, wirkte und starb in Bozen-Dorf
- Albin Egger-Lienz (1868–1926), österreichischer Maler, in St. Justina (Villa Grünwald) verstorben
- Verena Buratti (* 1965), Südtiroler Schauspielerin (in Rentsch aufgewachsen)
- Alexander Langer (1946–1995), italienischer Politiker, wohnte jahrelang in Bozen-Dorf